# افراطی‌ها
افراطی‌ها فیلمی ایرانی محصول سال ۱۳۸۸ به کارگردانی جهانگیر جهانگیری و نویسندگی سیروس رنجبر است. در این فیلم اکبر عبدی، فتحعلی اویسی، رضا شفیعی جم، ارژنگ امیرفضلی، علی اوسیوند و شاهرخ نورمحمدی به ایفای نقش پرداخته‌اند. این فیلم در ۲۳ تیر ۱۳۸۹‌ اکران شد.

## بازیگران
| بازیگر         | نقش           |
| -------------- | ------------- |
| اکبر عبدی      | تقی           |
| فتحعلی اویسی   | سلیمان(داوود) |
| رضا شفیعی‌جم    | هوشنگ         |
| ارژنگ امیرفضلی | فری           |
| علی اوسیوند    | حشمت          |
| حدیث فولادوند  | سمیرا         |
| مریم امیرجلالی | صفیه          |
| شاهرخ نورمحمدی | ناصر          |
| یوسف صیادی     | اسی           |

## خلاصه فیلم
ناصر به جرم قتل به زندان می‌افتد. در زندان با تقی، فری، هوشنگ و حشمت آشنا می‌شود. هوشنگ سعی می‌کند از زندان فرار کند و …

## کپی برداری
به عقیده بسیاری از منتقدین، فیلم افراطی ها هم از جهت انتخاب بازیگران هم انتخاب نام و هم پوستر، یک کپی برداری از فیلم اخراجی ها ساخته مسعود ده نمکی می باشد.

## بن‌مایه
- ماهنامهٔ فیلم‌نگار، شماره ۹۵، شهریور ۱۳۸۹، سال نهم
- افراطی‌ها در بانک جامع اطلاعات سينماى ايران
- مجله اینترنتی سینمایی سی‌نت